# Literatura de Ecuador

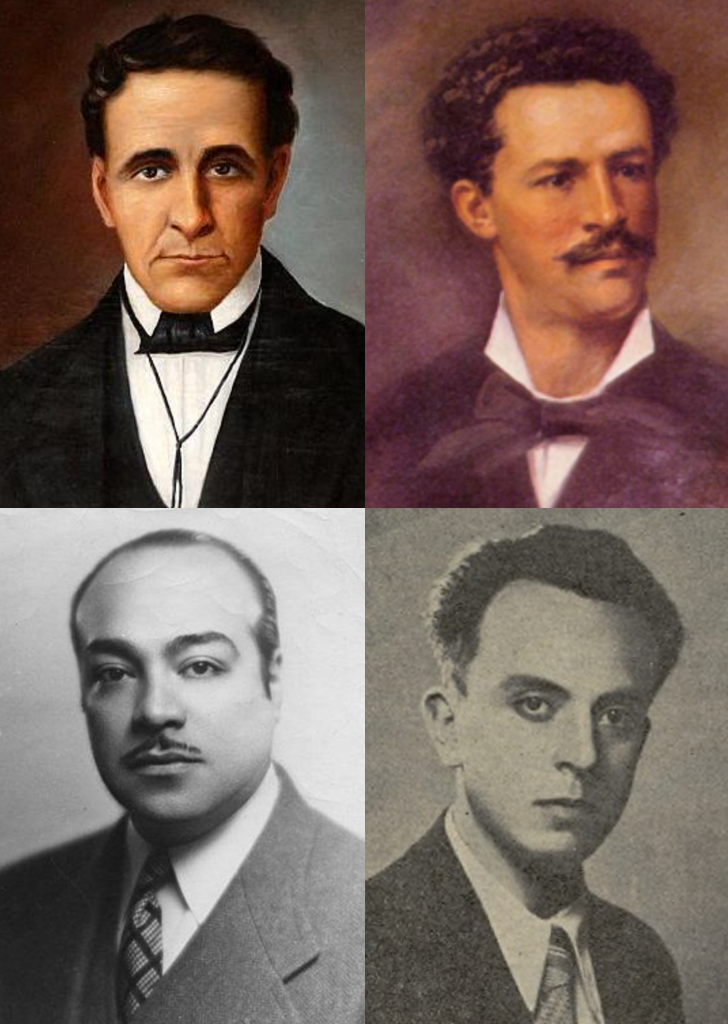
José Joaquín de Olmedo y Juan Montalvo, escritores destacados en la primera y segunda mitad del, respectivamente. De manera similar, Carrera Andrade y Rumazo González sobresalieron en la primera y segunda mitad del

La literatura de Ecuador tiene una historia que abarca más de cuatro siglos y varios géneros literarios. De ellos, el que más se ha cultivado es la poesía, con una larga tradición que inicia en el siglo XVI y tiene como exponentes a Aguirre, Berroeta, Olmedo, Llona, Julio Zaldumbide, Carrera Andrade, Escudero, Gangotena, Espinosa Pólit, Corylé, Dávila Andrade, Carrión, Adoum y Rumazo González. La novela y el cuento empezarían en el siglo XIX y vivirían su auge en el siglo XX. Entre los novelistas destacan Mera, Montalvo, Zaldumbide, Icaza, Donoso Pareja, Yánez Cossío, Lupe Rumazo y Cárdenas. En el cuento son importantes de la Cuadra, Palacio, Dávila Andrade, Pérez Torres y Dávila Vásquez. En el teatro, con una historia más corta, Aguilera Malta y Francisco Tobar.
La mitología de Ecuador ha influenciado de manera profunda la literatura dando origen a obras enmarcadas en el animismo (Carrera Andrade), realismo mágico (Aguilera Malta, de la Cuadra, Yánez Cossío), negritud (Ortiz, Estupiñán Bass) y la literatura fantástica (Dávila Andrade). Asimismo, la religión católica ha sido el punto de partida de poesía religiosa (Crespo Toral), poesía mística (Espinosa Pólit) y épica (Berroeta, Rumazo González). La psicología ha inspirado el mundo interior de la literatura en el modernismo (Zaldumbide), vanguardismo (Palacio) y la nueva narrativa (Donoso, Carrión, Rumazo). La política impulsó literatura comprometida en el culteranismo (Orozco), neoclasicismo (Olmedo, Llona), romanticismo (Montalvo), realismo (Icaza, Gallegos Lara, Adoum). 
Desde finales del siglo XX hasta el presente se ha desarrollado la literatura infantil (Iturralde, Heredia), la ciencia ficción (Ubidia), y el horror (Ojeda, Ampuero). En la actualidad además destacan Valencia, Corral, Vela, Carrión, Vallejo, Rodinás, Alemán, Macías, Páez, Behr, Puma, Vásconez, Pazos Barrera, Jaramillo, Granda, Nieto, Manzano y Luna

## Historia y principales corrientes

### Mitología y literatura
La mitología de Ecuador ha influenciado su literatura de manera importante. Carrera Andrade quien describía a su obra como «animista», consideraba necesario dar a conocer la mitología de su país para facilitar el entendimiento de su literatura, para lo que publicaría su estudio titulado El camino del sol. José de la Cuadra resaltaría la importancia de los mitos antiguos del litoral en la cosmovisión de los montuvios, parte esencial de su obra. Demetrio Aguilera Malta haría uso de la mitología de la Cultura Milagro Quevedo y los ritos de las «cocinas de brujos», la serpiente mitológica conocida como «Pini» y su relación con el río Guayas dentro de sus libros marcados por el realismo mágico como Siete Lunas y Siete Serpientes.  En los señoríos étnicos, destacan mitos como el de Jatiquillá, un rito de iniciación conectado a los ancestros (matutatas) y que sería referenciado por César Dávila Andrade en su cuento Cabeza de Gallo. La mitología afroecuatoriana aporta seres como la Tunda y el Bambero, nacidos del sincretismo de creencias africanas e indígenas. Con relación a esto, Adalberto Ortiz escribiría un libro titulado La entundada. La mitología shuar influenciaría a los tzántzicos que tomarían el nombre del ritual de guerra para su grupo literario.

### Épica, culteranismo y el ensayo

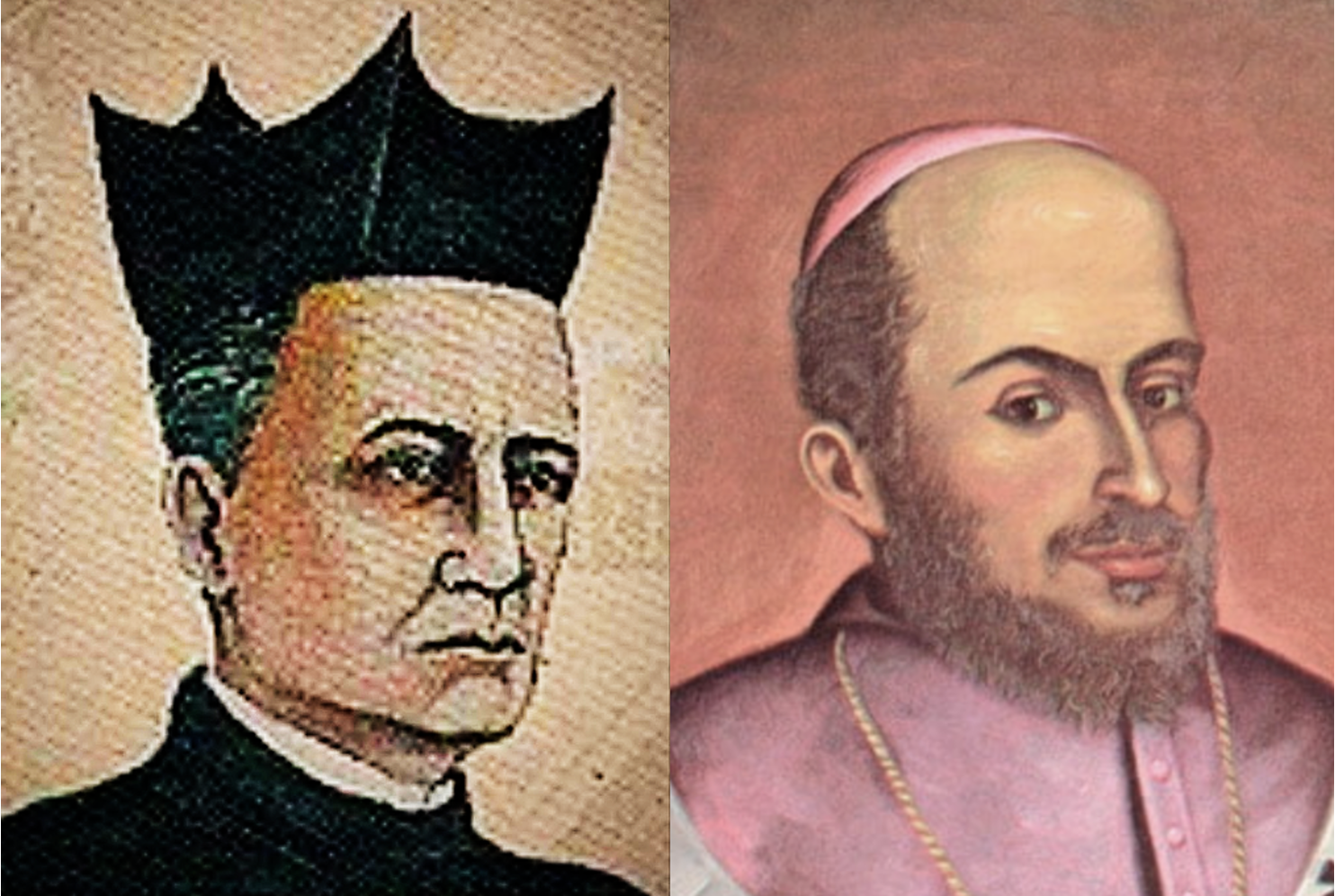
Antonio de Bastidas y Gaspar de Villarroel iniciadores de la poesía y la prosa respectivamente

El primer poema escrito en lo que ahora se conoce como Ecuador fue Los actos y hazañas valerosas del capitán Diego Hernández de Serpa, por Pedro de la Cadena. Es considerado como el primer poema sobre Venezuela por su temática, ya que relata la conquista y colonización de la Isla de Cubagua por Hernández de Serpa. Pedro de la Cadena escribiría el poema entre los años de 1563 y 1564, justo al mismo tiempo que se fundaba la Real Audiencia de Quito y asumía como su primer presidente Hernando de Santillán. La vida de Pedro de la Cadena estuvo vinculada a la Audiencia de Quito y en el año de 1583 fue nombrado Capitán general de la recién fundada ciudad de Loja.
En torno al siglo XVI, apareció una de las pioneras de la lírica en versos escritos en español, se trata de un poema religioso, redescubierto y difundido por el padre Aurelio Espinosa Pólit en 1959, pero que se trata de una obra de la hermana Teresa de Cepeda y Fuentes (1566-1610), sobrina de Santa Teresa de Ávila. Sus Coplas a lo divino, escritas alrededor de 1600 serían los primeros poemas escrito por alguien que nació en lo que ahora es territorio ecuatoriano.
Durante la Real Audiencia de Quito, a partir de la segunda mitad del siglo XVII, empiezan a surgir expresiones literarias. Los personajes más importantes de esta época fueron Gaspar de Villarroel, Antonio de Bastidas, Jacinto de Evia y Jacinto Collahuazo. El primero, Villarroel destacó por su obra ensayística especialmente su libro Gobierno Eclesiástico Pacífico, que innauguró la prosa en Ecuador. Por su parte Bastidas es considerado como el primer poeta del Ecuador, por Espinosa Pólit. Él, junto a su discípulo Evia, escribieron gran parte de los poemas que se encuentran en el Ramillete de varias flores poéticas, publicado en España durante esa época. Su estilo corresponde al culteranismo, puesto que la influencia de Góngora en la poesía de esa época fue importante. Por otro lado, se debe mencionar el poema Elegía a la muerte de Atahualpa, atribuida a Jacinto Collahuazo, un cacique nacido en las cercanías de la ciudad de Ibarra.

### Literatura mística, poesía y extrañamiento
Durante la primera mitad del siglo XVII, Fray José de Villamor Maldonado destacó como escritor en el ámbito de la literatura mística, siendo su obra más significativa El Más Escondido Retiro del Alma, que vio la luz en 1648; paralelamente, la venerable Sor Gertrudis de San Ildefonso escribió salves, letanías y oraciones que forman parte del canon literario colonial. No obstante, la figura que destacó en el siguiente siglo fue Catalina de Jesús Herrera, nacida en Guayaquil en 1717, quien publicó una importante autobiografía titulada Secretos entre el alma y Dios, revelando sus íntimas experiencias espirituales recopiladas en treinta cuadernillos que conformarían una obra completa de seis tomos.
En el siglo dieciocho, la importancia de la poesía ya no se limitaba a motivaciones cronológicas sino a la gran calidad que se empezó a desarrollar, según lo afirma Gonzalo Zaldumbide, quien descubrió el talento del que se convirtió en el máximo representante de la poesía de ese siglo, el padre Juan Bautista Aguirre (1725-1786). El culteranismo en Aguirre sigue teniendo fuerza y es renovado, al igual que su temática que incluyó lo religioso, amoroso, cómico y mitológico. Su poema más conocido es Carta a Lizardo.
Además de Aguirre, de esta época es importante nombrar a los Jesuitas quiteños del extrañamiento, rescatados por Espinosa Pólit. La lista es abundante e incluye nombres como Juan de Velasco, Isidro Losa, Francisco Javier Crespo, Juan de Ullauri, Juan Celedonio de Arteta, Nicolás Crespo, José de Orozco, Ramón Viescas, José Garrido, Sebastián Rendón, Mariano Andrade, Manuel Orozco, Joaquín Ayllon, Ambrosio Larrea, Joaquín Larrea y Pedro Berroeta.

### Neoclasicismo, ilustración e independencia

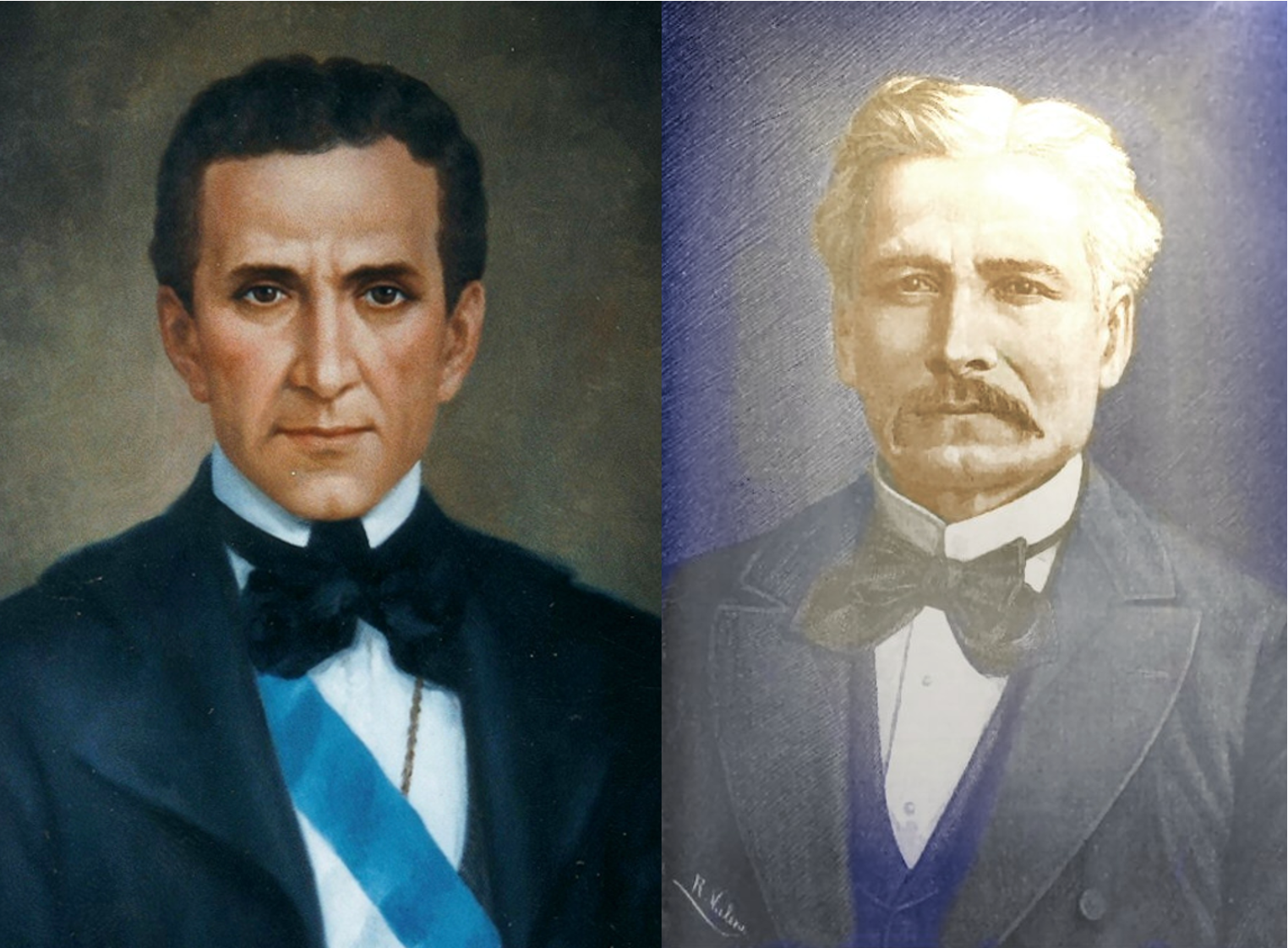
José Joaquín de Olmedo poeta neoclásico autor de La victoria de Junín: Canto a Bolívar y Numa Pompilio Llona, heredero de Olmedo autor de Clamores de Occidente,

Esta corriente inicia con Eugenio Espejo (1747-1795), quien daría una de las primeras expresiones de crítica literaria en Hispanoamérica, según Menéndez y Pelayo. Su traducción del tratado De lo sublime de Longino, así como la crítica a la retórica de los sermones que se daban en esa época es notable. A esto se suman los escritos de Manuela Espejo, quien firmaría bajo el pseudónimo de «Erophilia» y cuyos ensayos destacan por su pensamiento ilustrado y su defensa de la participación de la mujer en la sociedad.
Por su parte, Rafael García Goyena fue un poeta guayaquileño que vivió en Guatemala.  Su obra se caracteriza por una moral pura, consejos saludables, armonía, ligereza, naturalidad, descripciones sencillas y perspicacia para escoger los temas. Sus fábulas, como Los zanates en consejo y Los animales congregados en Cortes, fueron interpretadas en su momento como ingeniosas representaciones de los congresos humanos y las revueltas políticas, respectivamente. La literatura centrada en las fábulas sería continuada por Vicente Solano en el siglo XIX. Sus fábulas, como El Gallo, La Zorra y el Caballo, El Burro Político y Los Animales Parlantes. Además de esto, Solano desarrolló el aforismo y publicó Máximas Sentencias y Pensamientos.
Llegando a la época de la independencia, sale a la luz el guayaquileño José Joaquín de Olmedo (1780-1847), poeta de las gestas libertarias de Ecuador y América. Fue un poeta neoclásico y es autor de obras que han pasado a la posteridad, entre ellas el Canto a Bolívar (que fue alabado enormemente por el propio libertador) y la Canción del 9 de octubre (que fue elegido como el himno de la ciudad de Guayaquil). Su legado fue continuado por Numa Pompilio Llona. Su obra, influenciada por Leopardi y Schopenhauer, marcó la transición del neoclasicismo al romanticismo. Además de su antología más completa, La estela de una vida, publicó Clamores de Occidente (1880-1882), una colección en cuatro tomos que incluye Cien sonetos nuevos, Interrogaciones con destacada poesía filosófica como La odisea del alma. Reconocido internacionalmente por figuras como Victor Hugo y Menéndez y Pelayo, sus poemas más destacados incluyen Odisea del alma y Noche de dolor en las montañas.

### Romanticismo, costumbrismo y primeros dramas

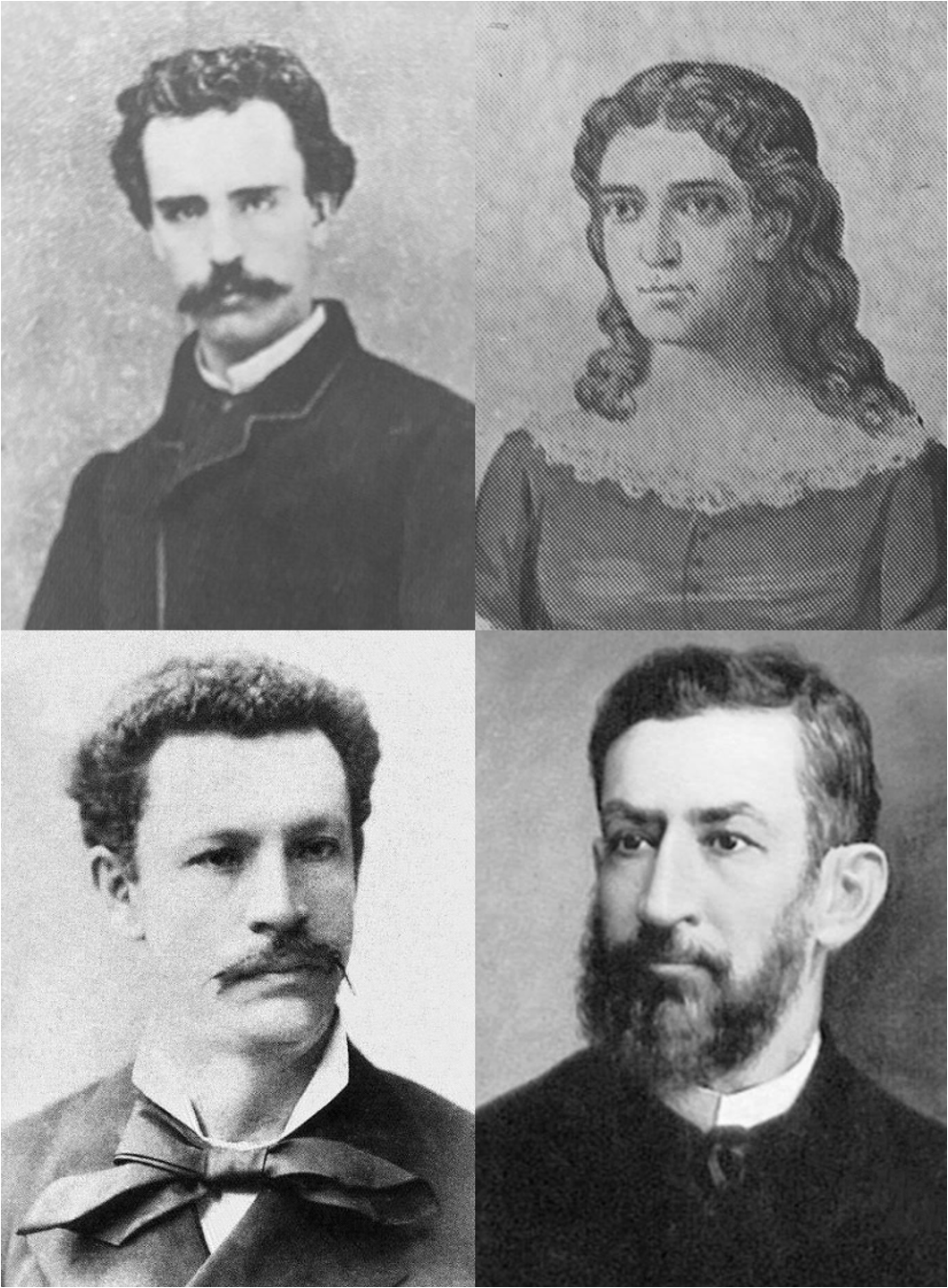
Julio Zaldumbide, Dolores Veintimilla, Juan Montalvo y Juan León Mera, importantes escritores del romanticismo en Ecuador

El primer Romanticismo en Ecuador floreció tras la independencia, con autores que, aunque influenciados inicialmente por el Neoclasicismo, se inclinaron por la expresión de sentimientos y la subjetividad. Dentro de la poesía romántica temprana, destacan principalmente tres figuras femeninas y masculinas. Dolores Veintimilla de Galindo trascendió su época con una poesía melancólica y de crítica social, explorando la profundidad de la experiencia femenina.  Además, Julio Zaldumbide, cuya poesía evolucionó de la introspección a la naturaleza, es reconocido como el máximo exponente del Romanticismo ecuatoriano, aunque su obra no fue publicada de manera completa en vida hasta posteriormente. En la prosa romántica ecuatoriana, sobresalen dos figuras clave. Juan Montalvo, ferviente defensor del liberalismo ecuatoriano, plasmó sus ideales y su crítica a la tiranía en ensayos y novelas como Siete tratados y Capítulos que se le olvidaron a Cervantes, obras fundamentales del pensamiento liberal latinoamericano. Por otro lado, Juan León Mera fue un intelectual cuyo legado abarca la letra del Himno Nacional de Ecuador y la emblemática novela romántica Cumandá.
El Romanticismo tardío en Ecuador (también conocido como segundo romanticismo) vio surgir a una nueva generación de autores, entre los que resaltan Mercedes González Tola, Honorato Vázquez, y Remigio Crespo Toral. González Tola destacó con obras como Reminiscencias y Cantos del Hogar, Vázquez se caracterizó por su lirismo profundo y la evocación de emociones intensas en poemas como A Orillas del Macará. Crespo Toral, con una extensa obra poética que incluye Leyenda de Hernán y ensayos sobre la identidad americana y la tradición clásica. En la novela histórica, Carlos R. Tobar sobresale con su obra Relación de un Veterano de la Independencia, considerada la más importante novela histórica de su periodo. En el costumbrismo, Víctor M. Rendón y Alfredo Baquerizo Moreno plasmaron cuadros de costumbres populares en sus obras desenfadadas, irónicas y enfocadas en el entretenimiento. Rendón destacó por su prolífica producción literaria en diversos géneros y Baquerizo Moreno por sus novelas satíricas como Titania y El Señor Penco.
En cuanto al teatro, serían Nicolás Augusto González y José Eusebio Molestina pioneros de este género. Molestina, produjo dramas poéticos románticos que exploraron temas sociales y costumbristas, siendo Espinas y abrojos precursora del teatro realista. A inicios del siglo XX, Francisco Aguirre Guarderas y Trajano Mera continuaron esta labor; Aguirre Guarderas con su comedia costumbrista Receta para viajar, mientras que Mera incursionó en el género cómico. Posteriormente, Rendón se sumó a esto con obras teatrales como El Ausentismo, una sátira con reconocimiento internacional.

### Modernismo, arielismo y erotismo
En el modernismo en Ecuador destacó la Generación Decapitada. Formado por Arturo Borja, Medardo Ángel Silva, Ernesto Noboa y Caamaño, y Humberto Fierro. Más allá de este grupo, Alfonso Moreno Mora, y José María Egas, destacaron como poetas modernistas con poemas que fueron musicalizadas y con logrando influencia en las letras de Ecuador.
En el ámbito de la prosa modernista y la crítica literaria, destacan tres figuras clave. Isaac J. Barrera, crítico literario y cofundador de la influyente revista Letras, consolidó su reputación con obras como Historia de la Literatura Ecuatoriana. Gonzalo Zaldumbide, también crítico y ensayista continuador del legado de Rodó, dejó una huella importante con su novela Égloga trágica, considerada una excepción notable en la narrativa modernista latinoamericana por su cuidada forma y estilo sofisticado. Por otro lado, José Rafael Bustamante, quien también formaría parte de la revista Letras, desarrollaría su prosa en sus escritos filosóficos pero, especialmente a través de su novela Para matar el gusano, donde ofreció una visión crítica de la sociedad ecuatoriana de principios del siglo XX.
En la primera mitad del siglo XX, Mary Corylé, poetisa cuencana, fue pionera en la poesía erótica con una obra subversiva e íntima, fusionando lo físico y lo simbólico, y explorando la dualidad íntimo-espiritual y corporal-naturalista. Su obra con más de dos decenas de libros la consolidó como la mayor escritora de su generación.

### El humanismo y la promoción cultural

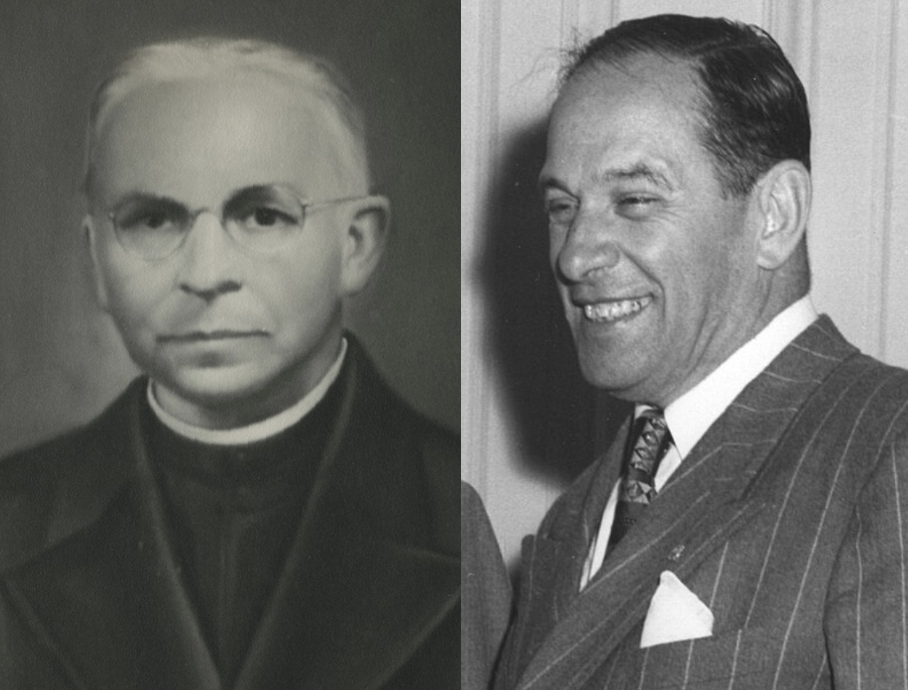
Aurelio Espinosa Pólit con el humanismo y Benjamín Carrión a través de la crítica literaria marcaron la dirección de la literatura ecuatoriana

El humanismo de Aurelio Espinosa Pólit se manifestó en su labor como sacerdote, educador y erudito, buscando enriquecer el espíritu y el conocimiento de su nación. Su rol humanístico se evidencia en la fundación de la Pontificia Universidad Católica del Ecuador, y en la creación de la Biblioteca Ecuatoriana Aurelio Espinosa Pólit, una institución con un acervo literario importante para la cultura ecuatoriana. A través de sus obras, que incluyen estudios y traducciones de clásicos como Virgilio, Virgilio el poeta y su misión providencial, Doce Odas de Horacio y la traducción de Edipo Rey de Sófocles, así como sus ensayos sobre escritores de la literatura ecuatoriana como Olmedo y Bastidas, y su revisión de la biografía de Santa Mariana de Jesús, Pólit lideró el proyecto de construcción de un canon literario llamado Biblioteca Ecuatoriana Mínima donde participaron Gonzalo Zaldumbide, José Rumazo González, Isaac J. Barrera, Remigio Crespo Toral, José María Vargas, entre otros.
Benjamín Carrión fue un intelectual ecuatoriano conocido por su crítica literaria y ensayos que exploran la identidad latinoamericana y la promoción cultural. Sus obras incluyen Los creadores de la Nueva América, donde analiza a figuras clave del pensamiento americano; Mapa de América, un texto de crítica literaria que examina a diversos autores latinoamericanos; Cartas al Ecuador, ensayos que reflexionan sobre la realidad ecuatoriana y proponen ideas para su futuro; y sus estudios sobre Unamuno y Gabriela Mistral. También polemizó con su libro García Moreno, el santo del patíbulo que fue calificado como un error de 700 páginas. También exploró la sociedad lojana en su novela Por qué Jesús no vuelve que destacó por ser una de las pocas novelas ecuatorianas de la época en abordar la homosexualidad como una de sus temáticas. Fue el fundador de la Casa de la Cultura Ecuatoriana donde participaron importantes escritores y artistas como Aurelio Espinosa Pólit, César Dávila Andrade, Jorge Carrera Andrade, Jorge Enrique Adoum, José Rumazo, Pío Jaramillo Alvarado, Isaac J. Barrera, Osvaldo Guayasamín, Alfonso Rumazo, Luis Bossano o Ángel Modesto Paredes.

### Realismo social, indigenismo y negritud

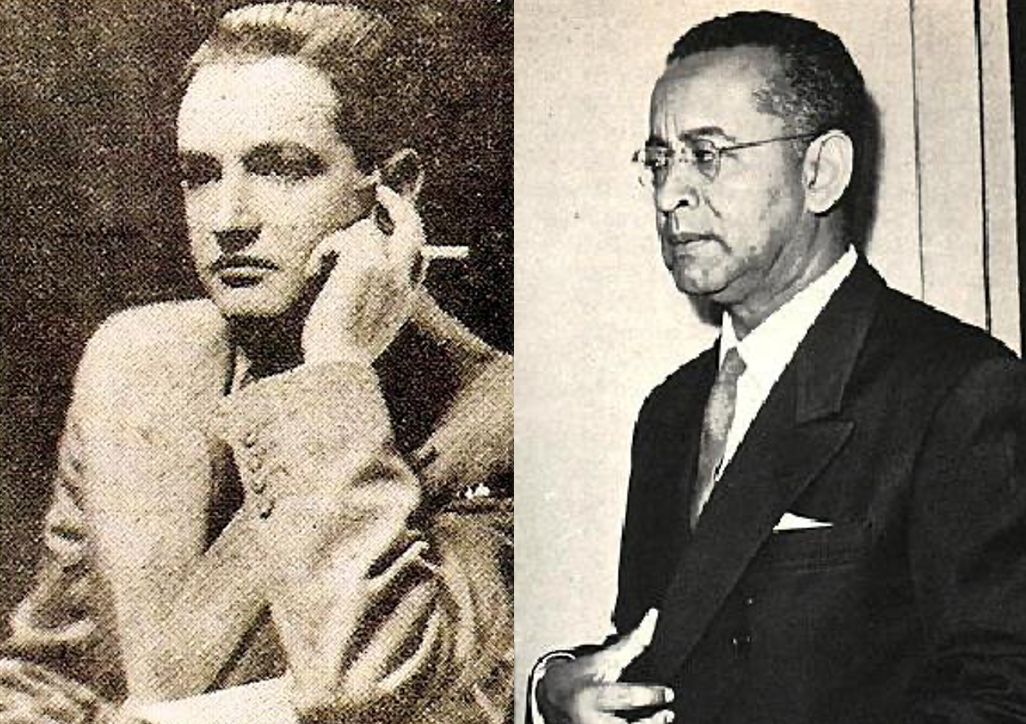
Jorge Icaza y Adalberto Ortiz representantes del indigenismo y negritud, respectivamente

El realismo se inicia en el Ecuador con la novela Emancipada de Miguel Riofrío en el siglo XIX. Sería continuada por las novelas Pacho Villamar de Roberto Andrade y A la costa de Luis A. Martínez (1869-1909), novela que describe el regionalismo en Ecuador, en contexto de la revolución liberal. Esta obra ha sido considerada como «una de las más grandes novelas ecuatorianas».  En el contexto de las Misiones en la Amazonía ecuatoriana, surgió la obra de Enrique Vacas Galindo, un científico y religioso cuyas experiencias explorando el Amazonas quedaron plasmadas en Nankijukima (1895), donde narra sus viajes, describe las culturas no contactadas e incluye un mapa de la región. A esta se suma Zapikia y Nanto de Eudófilo Álvarez (1894), difundida posteriormente y recuperada por Alfredo Costales, quien también señala la publicación posterior de Etza o Alma de la raza jívara de Alejandro Ojeda (1935), basada en la obra de Álvarez.
Además, la cuentística iniciaría con el libro Los que se van, una colección de cuentos de los guayaquileños Demetrio Aguilera Malta (1909-1981), Joaquín Gallegos Lara (1911-1947) y Enrique Gil Gilbert (1912-1973); los cuales, junto a José de la Cuadra (1903-1941) y Alfredo Pareja Diezcanseco (1908-1993), formaron el llamado Grupo de Guayaquil. Todos estos escritores comprometidos con los temas sociales y determinados a mostrar la realidad del cholo montubio tal y como era (con jergas populares, palabras vulgares, escenas fuertes, etc). Entre las numerosas obras de este grupo encontramos Nuestro pan y Yunga de Enrique Gil Gilbert, Las cruces sobre el agua de Joaquín Gallegos Lara y Baldomera, Las tres ratas de Alfredo Pareja Diezcanseco; libros que se han dado gran fama por su fuerte contenido social y por la crudeza con que retratan la realidad.
Los principales exponentes del indigenismo ecuatoriano fueron Fernando Chaves con Plata y bronce la primera novela indigenista publicada en 1927, y Jorge Icaza, reconocido por su cruda denuncia de la explotación indígena, con "Huasipungo'' de 1934 y El chulla Romero y Flores en 1958. En la negritud y la cosmovisión afroecuatoriana, sobresalen Adalberto Ortiz con su novela Juyungo y Tierra, son y tambor quien exploró la vida y luchas afroecuatorianas, y Nelson Estupiñán Bass con su libro Cuando los guayacanes florecían, que narró la rebelión de Carlos Concha Torres. Ambos autores fueron candidatos al Premio Nobel de literatura. Su tradición sería continuada por Antonio Preciado. En los últimos años del realismo social, destacan Enrique Terán (El cojo Navarrete), Pedro Jorge Vera (Los animales puros), y Ángel Felicísimo Rojas (El éxodo de Yangana), cuya obra es considerada una de las más importantes de su generación.

### Vanguardismo y realismo mágico

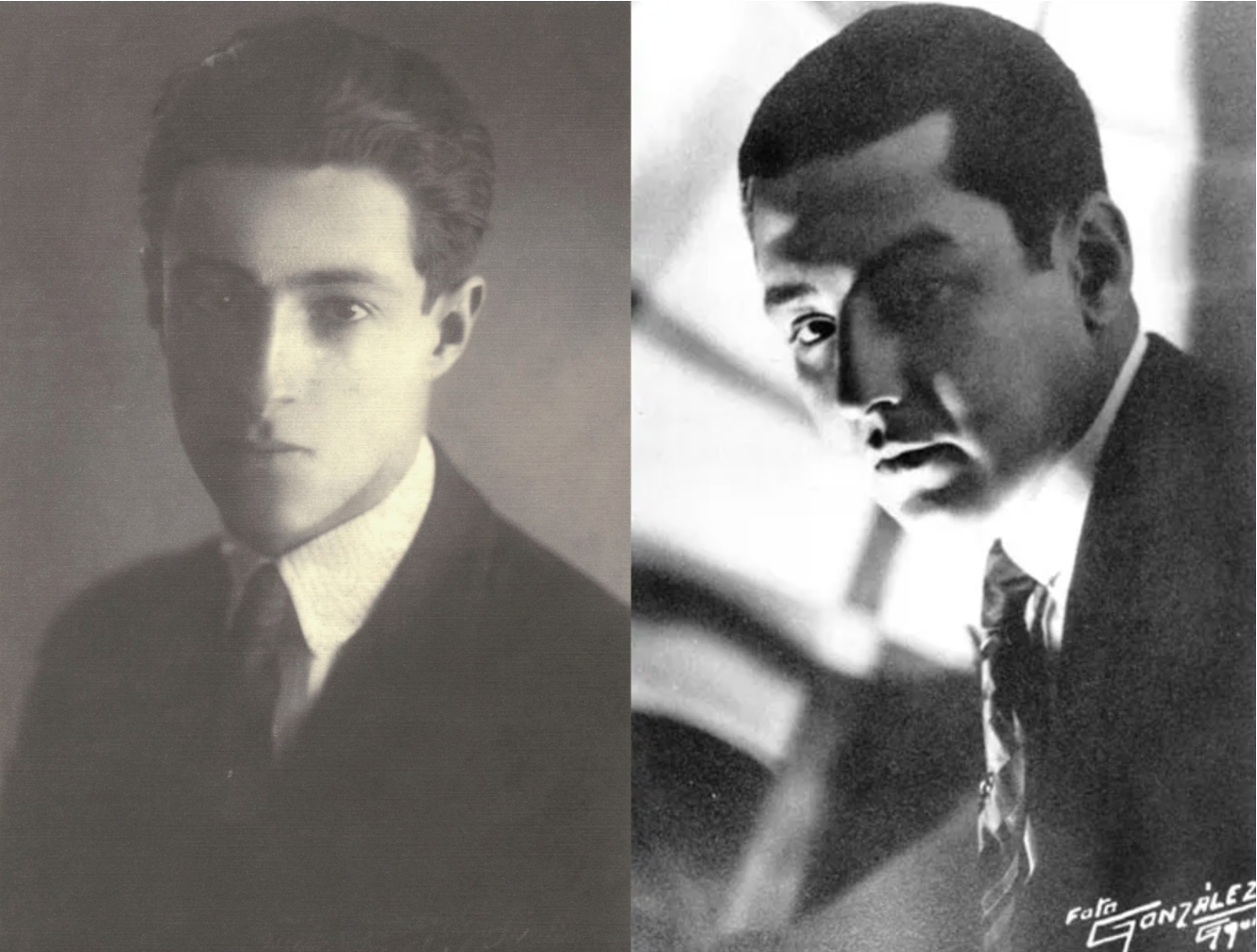
Iniciadores del cuento ecuatoriano: Pablo Palacio y José de la Cuadra en la vanguardia y realismo mágico respectivamente

El vanguardismo en Ecuador fue un movimiento estético impulsado por escritores como Hugo Mayo, Pablo Palacio, Humberto Salvador, José Rumazo González, Jorge Carrera Andrade, Gonzalo Escudero y Alfredo Gangotena. Sus libros publicados en la década de 1920 e inicios de 1930 fueron hitos importantes que se diferenciaron del modernismo literario y del realismo social. Además, José de la Cuadra y Demetrio Aguilera Malta son figuras centrales del realismo mágico en Ecuador. De la Cuadra, inicialmente realista en Horno, transitó hacia lo realismo mágico con Los Sangurimas en 1934, obra que fusiona la épica montuvia con elementos sobrenaturales, la deformación del tiempo y la incorporación de supersticiones locales, convirtiéndolo en un precursor del género reconocido por autores del Bum. Aguilera Malta, exploró el realismo mágico en novelas como Don Goyo en 1933 y Siete lunas y siete serpientes en 1970. Ambos escritores son importantes exponentes de la literatura montuvia.
Las revistas Síngulus, Proteo y Motocicleta, impulsadas por Hugo Mayo, junto con Hélice, fundada por Camilo Egas y dirigida por Raúl Andrade, fueron fundamentales para la difusión del vanguardismo en Ecuador. Síngulus se destacó por su manifiesto y la mezcla de autores clásicos con vanguardistas; Proteo por su apertura a diversas innovaciones; Motocicleta por su radicalismo; y Hélice por ser un espacio clave para múltiples corrientes de vanguardia y su crítica al canon literario tradicional.
El vanguardismo iniciado por Hugo Mayo con su poesía cercana al dadaísmo, encontró eco en figuras como Pablo Palacio y Humberto Salvador en la narrativa. Palacio innovó con obras como Un hombre muerto a puntapiés y Vida del ahorcado, mientras que Salvador exploró nuevas formas en En la ciudad he perdido una novela... y Ajedrez. En poesía, José Rumazo González con Altamar y Raudal y Jorge Carrera Andrade, autor de Boletines de mar y tierra, Microgramas, junto a Gonzalo Escudero autor de Hélices de huracán y de so y el drama surrealista Paralelogramo y Alfredo Gangotena con Orogénie, también desafiaron la estética previa, cada uno con un sello distintivo que enriqueció el panorama vanguardista ecuatoriano que se caracterizó por una experimentación que abarcó tanto la forma como el contenido de la literatura. En este sentido Jorge Carrera Andrade, desarrolló el micrograma, una composición poética breve y concisa que buscaba capturar la esencia de las cosas a través de un giro objetivista del epigrama. La experimentación se manifestó en la narrativa, como en la obra de Pablo Palacio, quien exploró técnicas como el flujo de conciencia y la metaficción.

### El nuevo teatro y el teatro independiente

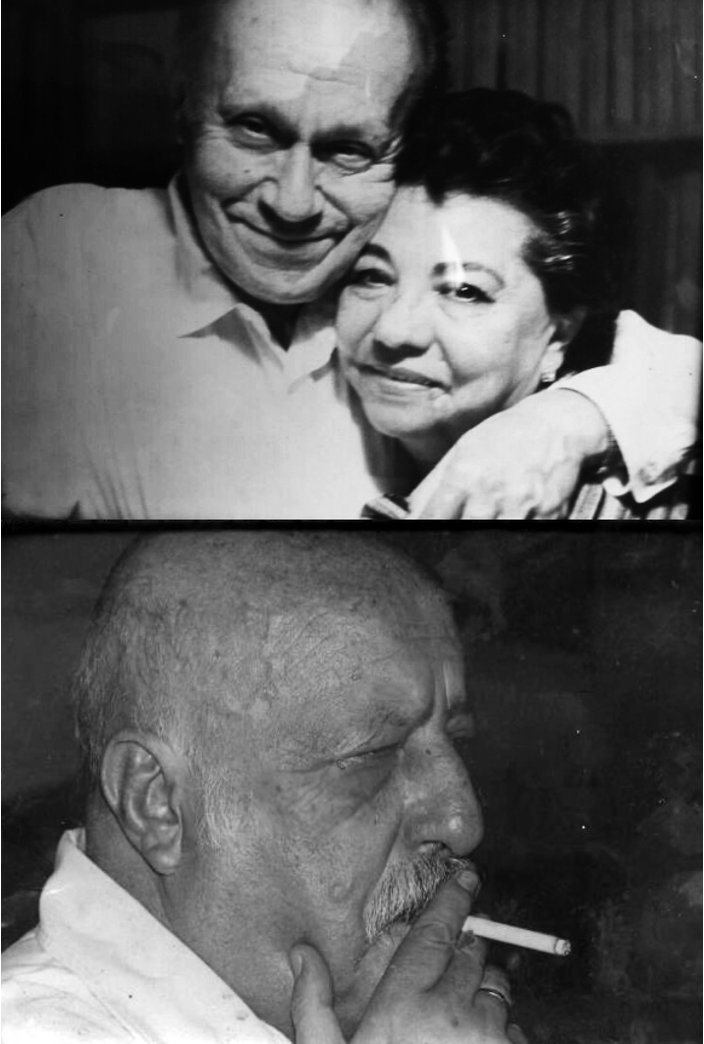
Demetrio Aguilera Malta y Francisco Tobar García principales dramaturgos

El teatro ecuatoriano del siglo XX floreció gracias a dramaturgos comprometidos con el realismo social como Demetrio Aguilera Malta, Pedro Jorge Vera y Gregorio Cordero. Aguilera Malta exploró la realidad social en su etapa realista, transitó hacia el expresionismo en etapas posteriores. Destacan sus obras Trilogía ecuatoriana en 1955 e Infierno negro en 1967. Pedro Jorge Vera destacó por obras como El Dios de la Selva y Los ardientes caminos, además de la formación de la Compañía de Teatro Intimo. Gregorio Cordero y León publicó obras como Seis tragedias rurales. Otros dramaturgos relevantes fueron Hugo Salazar Tamariz, con un enfoque en el realismo socialista y la denuncia social en obras como La falsa muerte de un ciclista, y José Martínez Queirolo, reconocido por su autonomía creativa y obras diversas como Cuestión de vida o muerte.
Francisco Tobar García, fundador del Teatro El Independiente en Quito desde 1954 hasta 1970, fue una figura central con una amplia producción que abarcó temas psicológicos, alegóricos, existenciales y satíricos, siendo reconocido como el mayor dramaturgo ecuatoriano del siglo XX. «Paco» Tobar estrenó varias obras, incluyendo El Miedo, que anticipaba sus temas recurrentes, y Las mariposas, junto con Témpera. Más adelante, su dramaturgia evolucionó hacia temáticas de intrigas burguesas con un humor ácido e irónico, produciendo obras como Balada para un imbécil, En los ojos vacíos de la gente y Tres piezas de Teatro. En su etapa final en Ecuador, estrenó el drama El Búho tiene miedo a las tinieblas y la comedia Asmodeo Mandinga. Por su parte, respecto al teatro histórico, José Rumazo González publicaría sus dramas Sevilla del oro y La leyenda del cacique dorado en 1948 mientras que Jorge Enrique Adoum en 1969 estrenó en francés, su obra de teatro El sol bajo las patas de los caballos. Años después, en 1976 publicaría La subida a los infiernos.

### La nueva poesía, el Club 7 y el tzantzismo

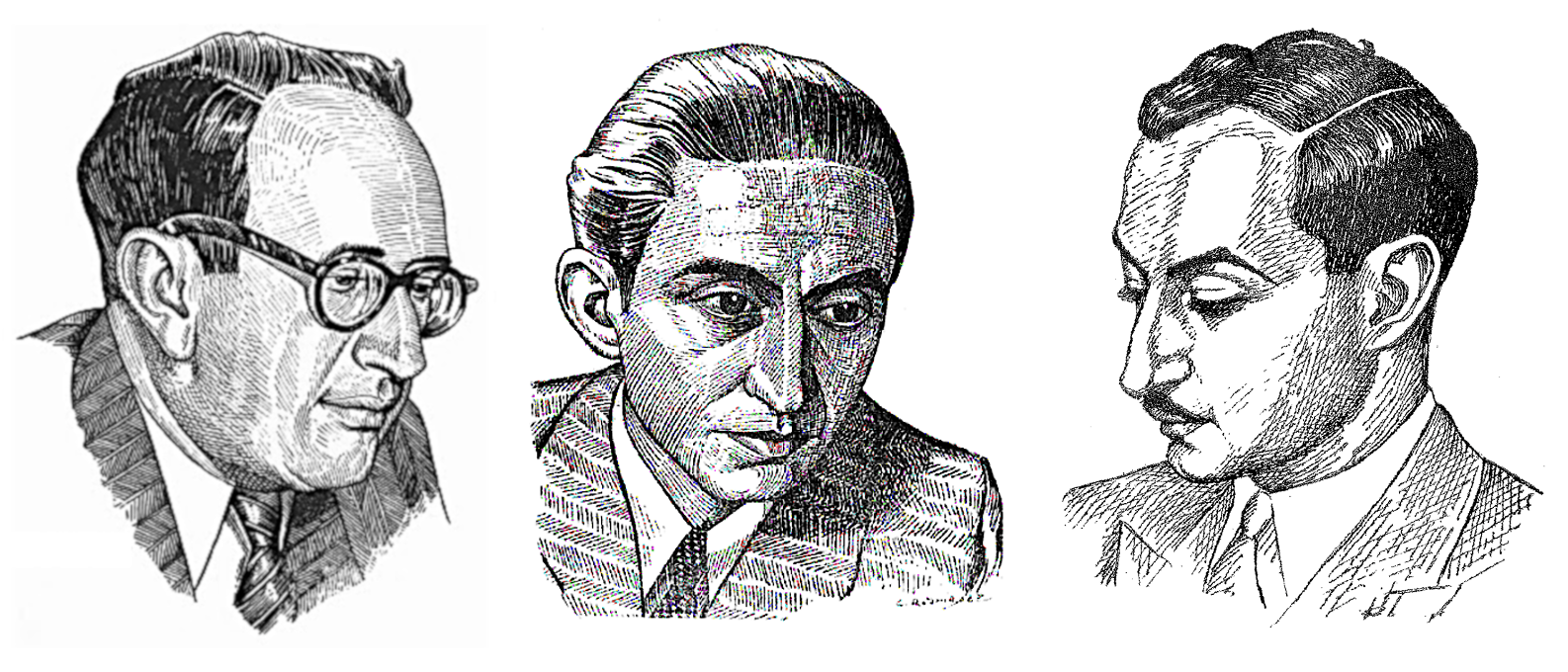
Alejandro Carrión, César Dávila Andrade y Jorge Enrique Adoum, importantes poetas que impulsaron también la nueva narrativa ecuatoriana en la segunda mitad del

Por otro lado es importante destacar también la fundación del Club 7, grupo de poesía del Guayaquil de los cincuenta, donde participaron Miguel Donoso Pareja, Ileana Espinel, David Ledesma, Carlos Benavides Vega y Sergio Román Armendáriz, entre otros autores. Alrededor de dicho grupo se publicaría el libro titulado justamente Club 7.
Además destacaron poetas que no estaban vinculados a ninguno de estos dos grupos. El mayor de ellos fue César Dávila Andrade quien publicaría importantes obras como Espacio me has vencido (1947), Catedral salvaje, (1951). También son importantes Jorge Enrique Adoum con Los cuadernos de la tierra, (1952-1961); Alejandro Carrión con El tiempo que pasa'0 (1964), Efraín Jara Idrovo con Sollozo por Pedro Jara (1978). Otros poetas importantes son Julio Pazos Barrera, Humberto Vinueza, Carlos Eduardo Jaramillo, Francisco Granizo, Euler Granda, Fernando Nieto Cadena, Sonia Manzano, Violeta Luna y Luis Alberto Costales.

### La nueva narrativa durante elboom latinoamericano
La nueva narrativa ecuatoriana se desarrolló en el contexto del bum latinoamericano, renovando las novelas y cuentos que hasta entonces se habían escrito. En el cuento estuvo marcada por autores que rompieron con las tendencias anteriores del realismo social imperante, continuando la obra de Palacio y de la Cuadra. Sería César Dávila Andrade quien inauguró este periodo con su cuento El niño que está en el purgatorio (1945), seguido por la influyente colección La manzana dañada (1948) de Alejandro Carrión. Dávila Andrade continuó su aporte con Abandonados en la tierra (1952) y Trece relatos (1955), mientras que Arturo Montesinos Malo destacó con su premiada colección Arcilla indócil (1959), reconocida por sus innovaciones técnicas. En la década de los sesenta, César Dávila Andrade publicó de forma separada el cuento El viento (1960) y posteriormente En la rotación viviente del dodecaedro (1965) seguido por el libro Cabeza de gallo (1966). Miguel Donoso Pareja iniciaría su carrera en la narrativa con Krelko y otros cuentos (1962). Lupe Rumazo también contribuyó con Sílabas de la Tierra (1964) y posteriormente con el cuento La marcha de los batracios (1969). Alejandro Carrión añadió a su obra la colección Muerte en su Isla (1968) y La llave perdida (1970).
En cuanto a la novela, la nueva narrativa tuvo importantes precursores y exponentes. José Rumazo González publicaría la novela experimental Andariegos (1956) y como parte de los años nuevos publicaría Pareja Diezcanseco El aire de los recuerdos en 1959. Además, Alejandro Carrión, motivado por Pareja Diezcanseco, escribió la influyente novela La Espina (1959). Alfonso Cuesta y Cuesta contribuyó con Los Hijos (1962), mientras que Arturo Montesinos Malo presentó Segunda vida (1962), seguida tardíamente por El Peso de la Nube Parda (1974). Miguel Donoso Pareja marcó un hito con Henry Black (1969), y Alicia Yánez Cossío irrumpió en la escena con Bruna, soroche y los tíos (1971). Jorge Enrique Adoum publicó en 1976 su destacada novela Entre Marx y una mujer desnuda el mismo año que Donos Pareja escribiría Día tras día. Lupe Rumazo además de sus importantes ensayos publicaría Carta larga sin final (1978), mientras que Alicia Yánez Cossío escribiría como Yo vendo unos ojos negros (1979). En una etapa posterior, estos autores continuaron publicando, Miguel Donoso Pareja continuó con novelas como Nunca más el mar (1981) y Hoy empiezo a acordarme (1994). Lupe Rumazo continuaría su obra con 'Peste blanca, peste negra' (1988) y 'Escalera de piedra' (2021) que considera un solo libro junto a 'Carta larga sin final'.

### La narrativa después delboom
La siguiente generación publicaría obras contemporáneas a la nueva narrativa ecuatoriana. Entre ellos, Iván Égüez inició su obra con La Linares (1975), seguido por Jorge Dávila Vásquez con María Joaquina en la vida y en la muerte (1976). Eliécer Cárdenas ganó el Premio Casa de la Cultura con Polvo y ceniza (1979) que inició su trilogía bandolera y Diario de un idólatra (1990), que era su favorita. En concreto Dávila Vásquez y Cárdenas fueron autores muy prolíficos, el primero en el cuento con más de quince publicaciones que continúan el legado de literatura fantástica de Dávila Andrade, su tío; mientras que el segundo en la novela, publicando alrededor de veintiséis en total. Por otra parte, Raúl Pérez Torres obtuvo el Premio Casa de las Américas por En la noche y en la niebla (1981), y Jorge Velasco Mackenzie publicó El rincón de los justos (1983) y El ladrón de levita (1989), Abdón Ubidia publicó Sueño de lobos (1986), Natasha Salguero con "Azulinaciones'' (1989), Javier Vásconez presentó El viajero de Praga (1996), Gilda Holst con Dar con ella (2000) y Proaño Arandi con Tratado del amor clandestino (2008).

### La literatura, la religión y la épica

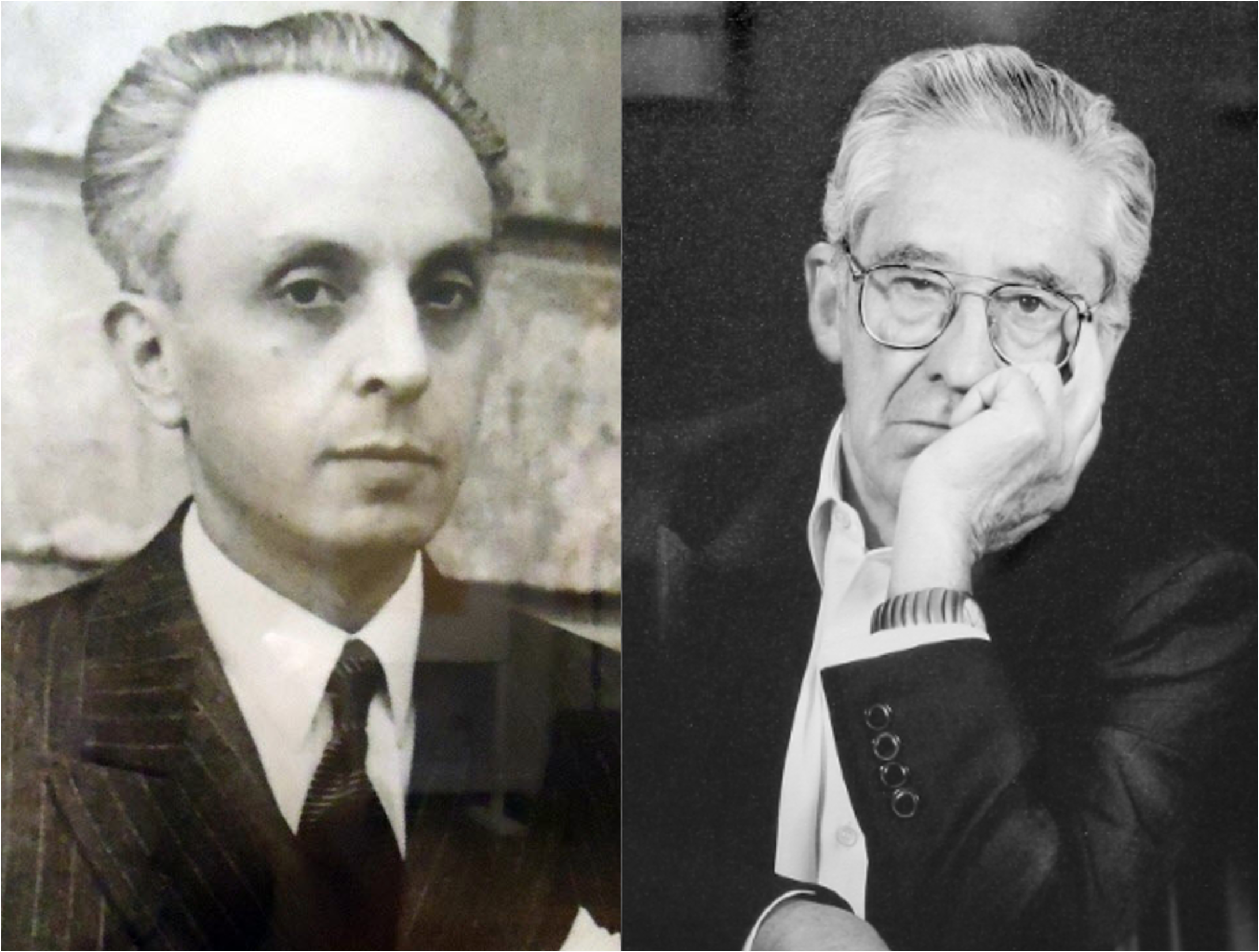
José Rumazo González y Hernán Rodríguez Castelo dos de los más prolíficos escritores de Ecuador

La literatura religiosa ecuatoriana continuó desarrollándose en el siglo XX. Dentro de la poesía, destacó José María Egas, quien después de sus inicios en el modernismo, redireccionaría su obra hacia la poesía mística con libros como Unción y otros poemas (1941) y El Milagro (1950). También destacaría, el humanista Espinosa Pólit con obras como Alma adentro (1938), Estaciones y cristofanías (1944) y La fuente intermitente (1946). Además, Hernán Rodríguez Castelo formado bajo la guía de Espinosa Pólit, también contribuyó a la comprensión del acervo literario ecuatoriano, incluyendo sus dimensiones religiosas. Su obra religiosa incluye El Hermano Miguel, una vida ejemplar (1984), Wojtyla, el papa polaco, contado a los niños y jóvenes (1984), Arte sacro contemporáneo del Ecuador (1985), Ramón Viescas, el lírico mayor del destierro y gran figura de la prosa polémica (1999), y el texto Berroeta y su pasión, incluido en el libro La pasión en el arte quiteño (1999). En este sentido destacó también Alejandro Carrión como crítico literario, siguiendo el legado de Zaldumbide, Barrera y Espinosa Pólit, rescató a antiguos autores religiosos con libros como Los poetas quiteños de 'El Ocioso en Faenza' sobre los jesuitas expulsados y culminando con la Antología General de la Poesía Ecuatoriana durante la Colonia Española. Finalmente, la tradición de la poesía épica con temática religiosa encontró en José Rumazo González a un exponente importante. Su monumental poema Parusía, que supera en extensión a las grandes epopeyas clásicas, aborda temas apocalípticos y religiosos desde una perspectiva tradicional. Este libro, junto con otros poemarios de Rumazo como Hacia lo inefable y Claridades en vislumbres, conforman la base de la obra religiosa de Rumazo González.

### El auge de la literatura infantil

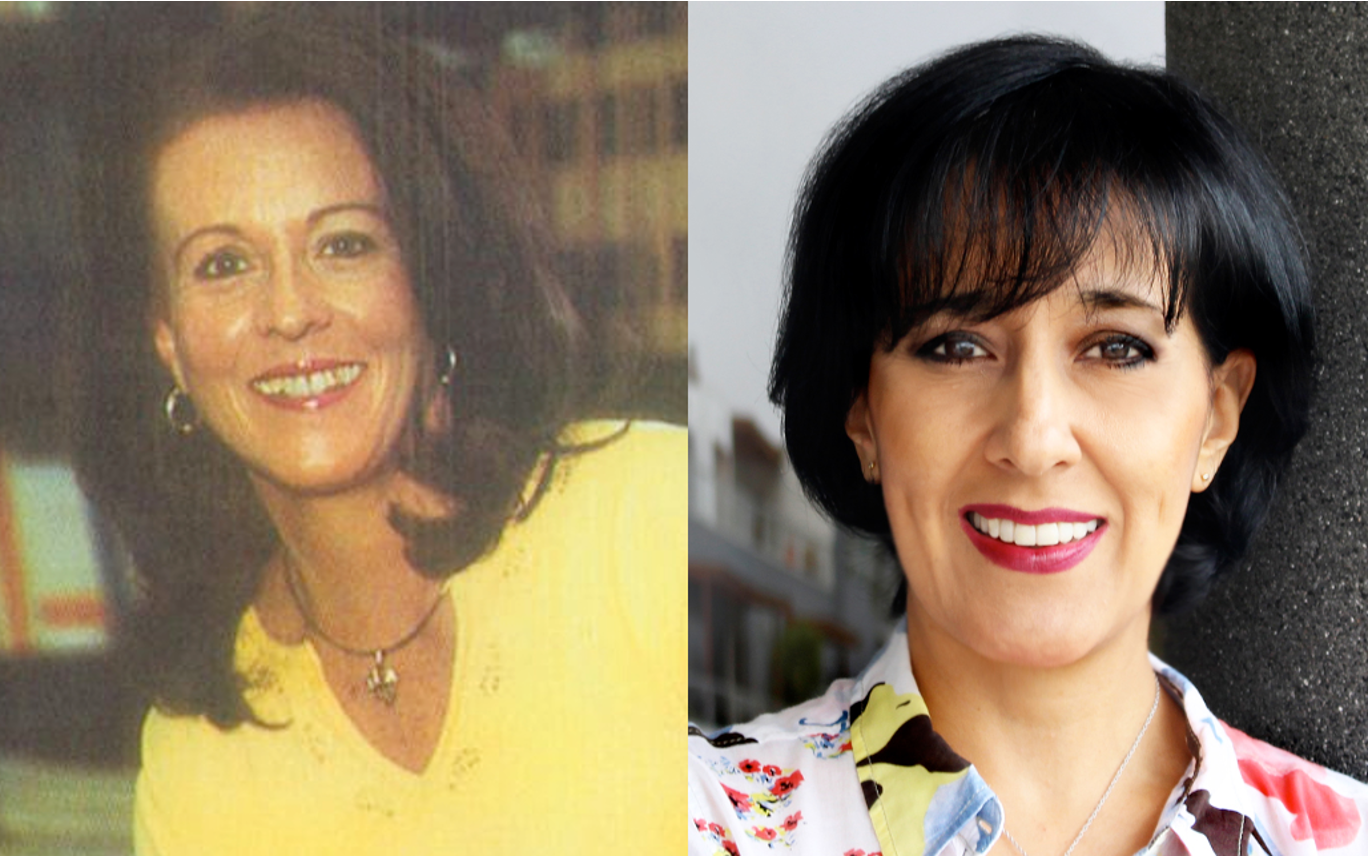
Edna Iturralde y María Fernanda Heredia

La literatura infantil en este país tuvo su auge en la segunda mitad del siglo XX. Sus precursores fueron escritores como Darío Guevara en el relato y la lírica, y Gustavo Alfredo Jácome en la poesía. De igual manera, en la lírica infantil destacaron Carlos Carrera y Teresa Crespo de Salvador, mientras que en la narrativa contribuyeron a este género Luis García Jaime y Hernán Rodríguez Castelo. Después de esto, se llevaría a cabo un desarrollo importante de la literatura infantil y juvenil con escritores que lograron no solo consolidar una carrera más extensa, sino que también tuvieron reconocimiento internacional como fueron Edna Iturralde, Leonor Bravo, Lucrecia Maldonado, Edgar Allan García, Verónica Bonilla y María Fernanda Heredia, quienes ganaron importantes premios internacionales y han desarrollado literatura que incluye temas como la mitología de Ecuador, la historia de la independencia, y la biodiversidad natural.

### La ciencia ficción
La ciencia ficción moderna en Ecuador se inició en 1952 con Zarkistán, de Juan Viteri Durand, y continuó con la obra teatral No bastan los átomos de Demetrio Aguilera Malta. En la década de 1970, Carlos Béjar Portilla destacó con cuentos como Simón el mago, explorando temas diversos. A finales del siglo XX, Alicia Yánez Cossío y Abdón Ubidia también contribuyeron, siendo este último notable por su serie juvenil DivertInventos. En la escena contemporánea, Santiago Páez fusiona ciencia ficción temas locales en Profundo en la galaxia y presenta distopías como Ecuatox, mientras que Fernando Naranjo Espinosa ha aportado cuentos y la novela Los custodios de la piedra. Otros autores contemporáneos relevantes incluyen a Hans Behr, Paúl Puma, Adolfo Macías Huerta, Leonardo Wild, Ney Yépez Cortés, José Daniel Santibáñez y Mariana Falconí Samaniego, quienes continúan explorando el género en el país.

### Escritores contemporáneos
En años recientes, la narrativa ecuatoriana se ha visto marcada por el despunte escritores como Gabriela Alemán, Mónica Ojeda, María Fernanda Ampuero, Leonardo Valencia, Wilfrido H. Corral, Óscar Vela, Ernesto Carrión, Raúl Vallejo, Juan José Rodinás, Solange Rodríguez y María Auxiliadora Balladares. Ojeda ganadora del Premio ALBA Narrativa y Premio Príncipe Claus así como María Fernanda Ampuero han retratado en sus obras rasgos de lo abyecto y del horror para explorar la violencia, las relaciones de poder y los vínculos familiares, en obras como Nefando (2016), Mandíbula (2018) y Pelea de gallos (2018).
Por otro lado, Leonardo Valencia ha destacado por su narrativa con libros como Kazbek (2008) y La escalera de Bramante (2019), así como en sus ensayos El síndrome de Falcón (2008). Ha colaborado con Wilfrido H. Corral autor the Theory's Empire (2005) así como por sus escritos en World Literature Today y ganador del premio II Premio Bienal de Novela Mario Vargas Llosa. También es importante en la novela Óscar Vela cuya obra gira alrededor de la novela histórica y testimonial con libros como Los crímenes de Bartow (2021). Igualmente en la novela ha destacado Ernesto Carrión con Incendiamos las yeguas en la madrugada (2017) con el que ganaría el Premio Casa de las Américas y su trilogía Triángulo Fúser (2023). Además, Raúl Vallejo, ganador del Premio Real Academia Española y del Premio José Lezama Lima, ha explorado a través de su obra temas de identidad digital, diversidad sexual y figuras históricas de su país.
Los nombres más relevantes en el ámbito poético actual son: Ernesto Carrión y Juan José Rodinás. Carrión publicó un tratado lírico titulado ø que comprendió trece poemarios divididos en tres tomos: La muerte de Caín, Los duelos de una cabeza sin mundo y 18 Scorpii. Por su parte, Rodinás publicó Cuaderno de Yorkshire (2017) y Yaraví para cantar bajo los cielos del norte (2019), con el que ganaría el premio Premio Casa de las Américas.Igualmente en la poesía han destacado María Auxiliadora Balladares y Mónica Ojeda y Carla Badillo Coronado. 

## Revistas y premios

### Revistas
- La Mujer
- Letras del Ecuador
- La revista Hélice
- Revista América
- La Bufanda del Sol

### Premios literarios
- Premio Nacional de Literatura Eugenio Espejo
- Premio Aurelio Espinosa Pólit

- Premio Jorge Carrera Andrade
- Premio Joaquín Gallegos Lara